# Кармен Міранда
Марія ду Карму Міранда да Кунья (9 лютого 1909, Марку-де-Канавезеш, Португалія — 5 серпня 1955, Беверлі-Гіллз, Лос-Анджелес, США), відома як Кармен Міранда (порт. Carmen Miranda, [ˈkaɾmẽȷ̃ miˈɾɐ̃dɐ]) — бразильська співачка, танцюристка, акторка португальського походження. Власниця зірки на Голлівудській алеї слави.

## Життєпис
Марія ду Карму Міранда да Кунья народилася 9 лютого 1909 року в районі Варзеа-да-Овель-і-Алівіада португальського округу Порту. У віці 10 місяців переїхала до Бразилії разом із батьком, пізніше до них приєдналася вся родина.
Музична кар'єра Кармен як співачки почалася після знайомства з композитором Жозу де Баррушем (порт. Josué de Barros) і запису перших платівок 1929 року із самбою «Не йди» (Não Vá Sim'bora) і шоу «Якщо самба в моді» (Se O Samba é Moda). Величезний успіх отримав її запис маршу «Щоби я тобі подобалася» (порт. P'ra Você Gostar de Mim / Taí) 1930 року. Виступала в багатьох театральних ревю, на бразильському радіо 1933-го. Записувалася на RCA Records.
1933 року дебютувала в кіно. За свідченням імпресаріо Алоізіу де Олівейра (порт. Aloysio de Oliveira), 1938 року Кармен Міранда хотіла залишити виступи, одружитися і змінити спосіб життя, але за контрактом мусила знятися ще в одному фільмі. Величезний успіх самби «Що ж є в дівчини з Баїі?» (Порт. O Que É Que A Baiana Tem?), виконаної у фільмі «Банан» (порт. Banana da Terra, 1939, англ. Wallace Downey), зробив Кармен Міранду знаменитою в США й змінив плани співачки.
1939 року вона довго виступала в шоу на Бродвеї. 1940-го на бенкеті в Білому домі була представлена президенту Рузвельту й отримала його підтримку. Від 1940 до 1953 року працювала в Голлівуді, де зробила успішну кар'єру й знялася в 14 фільмах. 1946 року Кармен Міранда належала до числа найвисокооплачуваніших голлівудських зірок. Екстравагантний і еклектичний стиль одягу Кармен Міранди зробив її предтечею бразильської культурної течії тропікалізму 1960-х.
У Бразилії Кармен Міранда мала кілька прізвиськ, але з 1935 року остаточно закріпилося «Маленька Знаменитість» (A Pequena Notável). У США її називали «Бразильською бомбою». Утім, у бразильської публіки й критики вона викликала різні думки: співачці дорікали, що вона нібито американізувалася.
З роками, крім тютюну та алкоголю, Міранда почала вживати наркотики (амфетамін та ін.).
Померла 1955 року від другого інфаркту. Похована на цвинтарі Святого Іоанна Хрестителя в Ріо-де-Жанейро. За її труною йшло понад півмільйона людей.

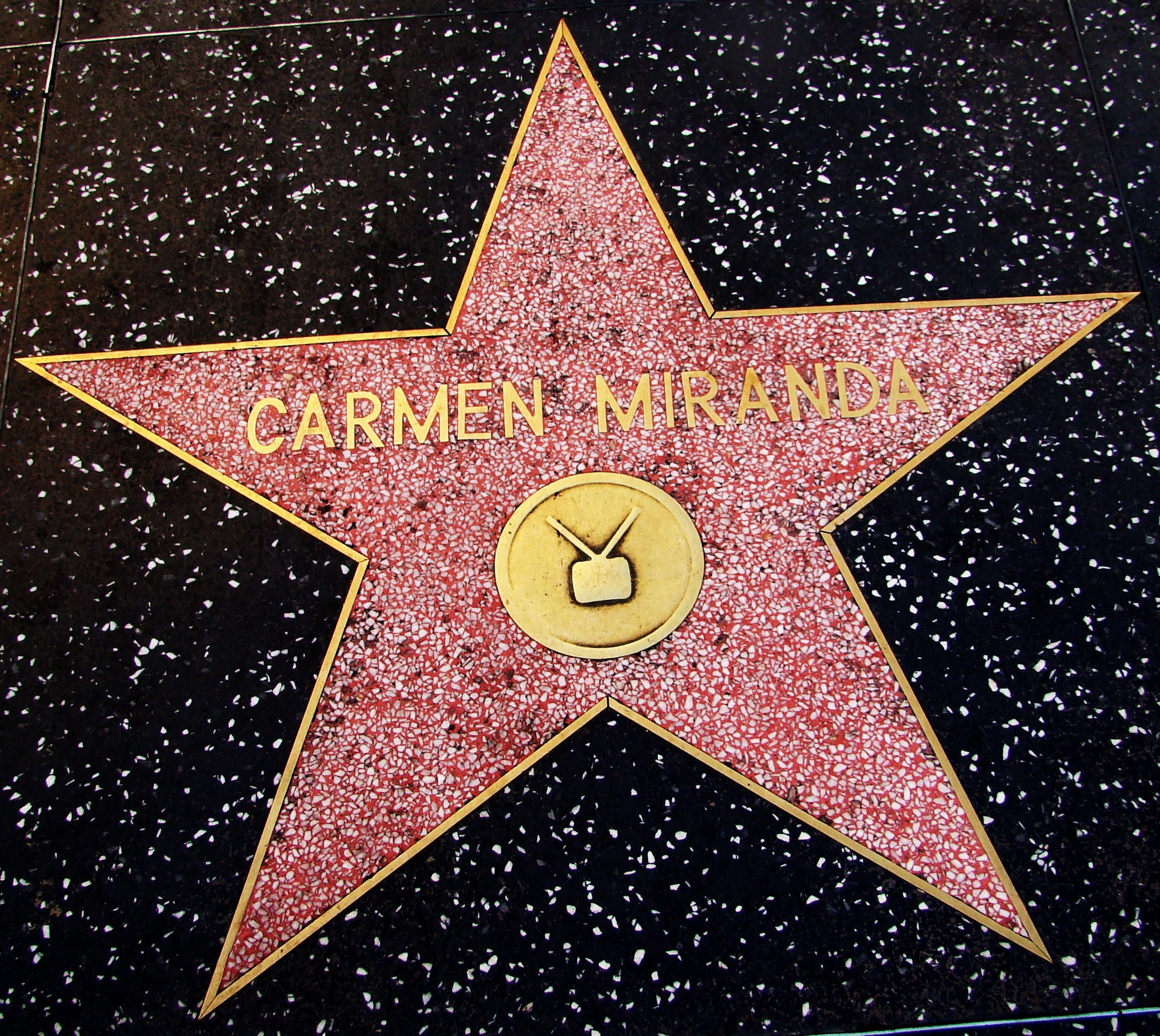
Зірка Кармен Міранди на Алеї Слави

## Визнання
Зірка Кармен Міранди є на Голлівудській алеї слави. Її ім'ям названа площа в Голлівуді. Музеї співачки відкриті в Ріо-де-Жанейро та в її рідному місті в Португалії.

## Фільмографія
| Рік  |   | Українська назва        | Оригінальна назва         | Роль               |
| ---- | - | ----------------------- | ------------------------- | ------------------ |
| 1940 | ф | Навіть по-аргентинськи  | Down Argentine Way        |                    |
| 1941 | ф | Та ніч в Ріо            | That Night in Rio         | Кармен             |
| 1941 | ф | Week-End in Havana      | Week-End in Havana        |                    |
| 1942 | ф | Весна в скелястих горах | Springtime in the Rockies |                    |
| 1943 | ф | Уся банда в зборі       | The Gang's All Here       | Дорита             |
| 1944 | ф | Greenwich Village       | Greenwich Village         |                    |
| 1944 | ф | Something for the Boys  | Something for the Boys    |                    |
| 1945 | ф | Doll Face               | Doll Face                 |                    |
| 1946 | ф | If I'm Lucky            | If I'm Lucky              |                    |
| 1947 | ф | Копакабана              | Copacabana                | Кармен Новарро     |
| 1948 | ф | Побачення із Джуді      | A Date with Judy          | Росіта Кочіллас    |
| 1950 | ф | Ненсі їде до Ріо        | Nancy Goes to Rio         | Марина Родригес    |
| 1953 | ф | Налякані до смерті      | Scared Stiff              | Кармеліта Кастинья |